# Navia stenodonta
Navia stenodonta är en gräsväxtart som beskrevs av Lyman Bradford Smith. Navia stenodonta ingår i släktet Navia och familjen Bromeliaceae. Inga underarter finns listade i Catalogue of Life.